# Parvamussium musorstomi
Parvamussium musorstomi is een tweekleppigensoort uit de familie van de Propeamussiidae. De wetenschappelijke naam van de soort is voor het eerst geldig gepubliceerd in 2001 door Dijkstra.